# أسلام أباد (فتح أباد)
أسلام أباد (بالإنجليزية: Eslamabad, Baft)‏ هي مستوطنة تقع في إيران في Fathabad Rural District. يقدر عدد سكانها بـ 51 نسمة .